# Klumpang Kampung
Klumpang Kampung is een bestuurslaag in het regentschap Deli Serdang van de provincie Noord-Sumatra, Indonesië. Klumpang Kampung telt 5404 inwoners (volkstelling 2010).